# Каприле
Каприле (італ. Caprile, п'єм. Cravin) — муніципалітет в Італії, у регіоні П'ємонт,  провінція Б'єлла.
Каприле розташоване на відстані близько 550 км на північний захід від Рима, 85 км на північний схід від Турина, 22 км на північний схід від Б'єлли.
Населення — 191 особа (2014).

## Демографія
Населення за роками:

Станом на 1 січня 2023 року в муніципалітеті офіційно проживало 7 іноземців з 5 країн, серед них 2 громадяни країн Євросоюзу та 3 громадяни України.

## Сусідні муніципалітети
- Аїлоке
- Коджола
- Кревакуоре
- Гуардабозоне
- Портула
- Постуа
- Прай
- Скопелло
- Триверо